# 佩尼亞布蘭卡 (穆納區)
佩尼亞布蘭卡（西班牙語：Peña Blanca），是巴拿馬的城鎮，位於該國西北部，由恩戈貝-布格雷特區的穆納區負責管轄，面積143.9平方公里，海拔高度152米，2010年人口3,358，人口密度每平方公里23.3人。